# Croton senescens
Croton senescens är en törelväxtart som beskrevs av Léon Camille Marius Croizat. Croton senescens ingår i släktet Croton och familjen törelväxter. Inga underarter finns listade i Catalogue of Life.